# Pterocyclophora
Pterocyclophora is een geslacht van vlinders van de familie spinneruilen (Erebidae), uit de onderfamilie Catocalinae.

## Soorten
- P. albiapicata Warren, 1914
- P. huntei Warren, 1903
- P. pictimargo Hampson, 1893
- P. ridleyi Hampson, 1913